# Pablo Rey Sendón
Pablo Gabino Rey Sendón (artísticament conegut com a Pablo Rey) (Barcelona, 12 d'agost de 1968) és un pintor català. De família d'artistes, s'inicia en l'art de la pintura de la mà del seu pare, el pintor realista Gabino Rey. És llicenciat en Belles Arts per la Universitat de Barcelona.
El 1989 rep el premi "Talens", concedit al concurs de pintura jove de la galeria Sala Parés de Barcelona i el 1992 el premi "Raimon Maragall i Noble", en el mateix certamen. El 1994 la Universitat de Barcelona adquireix, en convocatòria oberta, una de les seves obres per a la col·lecció Patrimoni. En les seves primeres obres es manifesta com un pintor neoexpressionista que evolucionarà cap a l'abstracció.
El 1996 es trasllada a viure i treballar a Nova York. El 1997 participa en The Grammercy International Art Fair de Nova York, amb la galeria Pierogi 2000 i és seleccionat al costat d'altres artistes de Nova York per participar en l'exposició "New Tide", al Williamsburg Art & Historical Center de Brooklyn, New York City. El 1998 és seleccionat al costat de Juan Uslé, Francisco Leiro, Peyo Irazu, Victoria Civera i altres artistes per participar en la pel·lícula documental "98 A NY", produïda per Canal +, sobre artistes espanyols a Nova York.
El 1999 viatja amb cotxe des de Nova York a Texas, d'aquest viatge realitza una sèrie d'obres titulades NY-TX, que exposarà a la galeria Holland Tunnel Art Projects de Nova York al mes de juny de 2000. El 2004 realitza l'exposició: "Dos pintors sobre un mateix llenç", amb el pintor Luis Trullenque, al castell de Benedormiens de castell d'Aro a Girona.
El 2005 en la presentació de l'exposició "Estats Complementaris", a la Galeria Carmen Tatché, la crítica i historiadora de l'art Pilar Giró va afirmar que "Pablo Rey és una veu singular dins del panorama artístic internacional i ha sabut conciliar de manera especial racionalitat i lirisme en la seva obra ".
L'any 2009, realitza l'exposició "Conjuncions", 3 pintors sobre el mateix llenç, amb Alex Pallí i Luis Trullenque. Exposició que s'inaugurarà aquest estiu a l'antic monestir de Sant Feliu de Guíxols, dintre de la programació del Festival de la Porta Ferrada. i que es presentara a la Casa de Cultura de Girona, a la primavera de 2011.

El pintor espanyol ha realitzat gran nombre d'exposicions, entre les quals cal destacar les del Williamsburg Art & Historical Center de Brooklyn, 76Varick Gallery de Nova York, Gallery of The Nederlandche Bank d'Amsterdam, IX Biennal d'Art Ciutat d'Oviedo, Holland Tunnel Art Projects de Nova York, Lewisham Art House de Londres i MundoArt Gallery, en Laren, Amsterdam.